# Schulgeschichte (Gleiritsch)

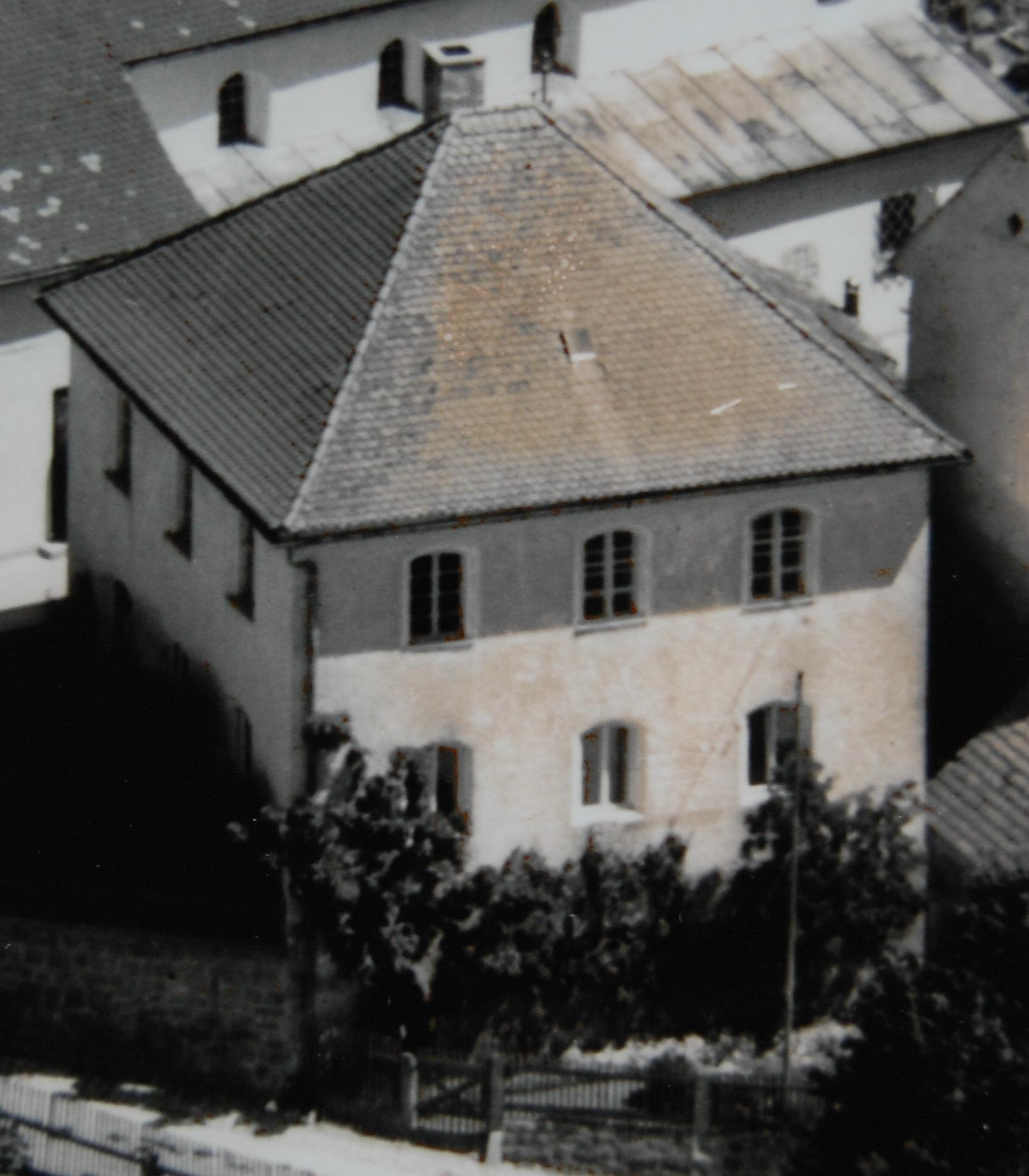
Erstes Schulhaus von Gleiritsch aus dem Jahre 1840

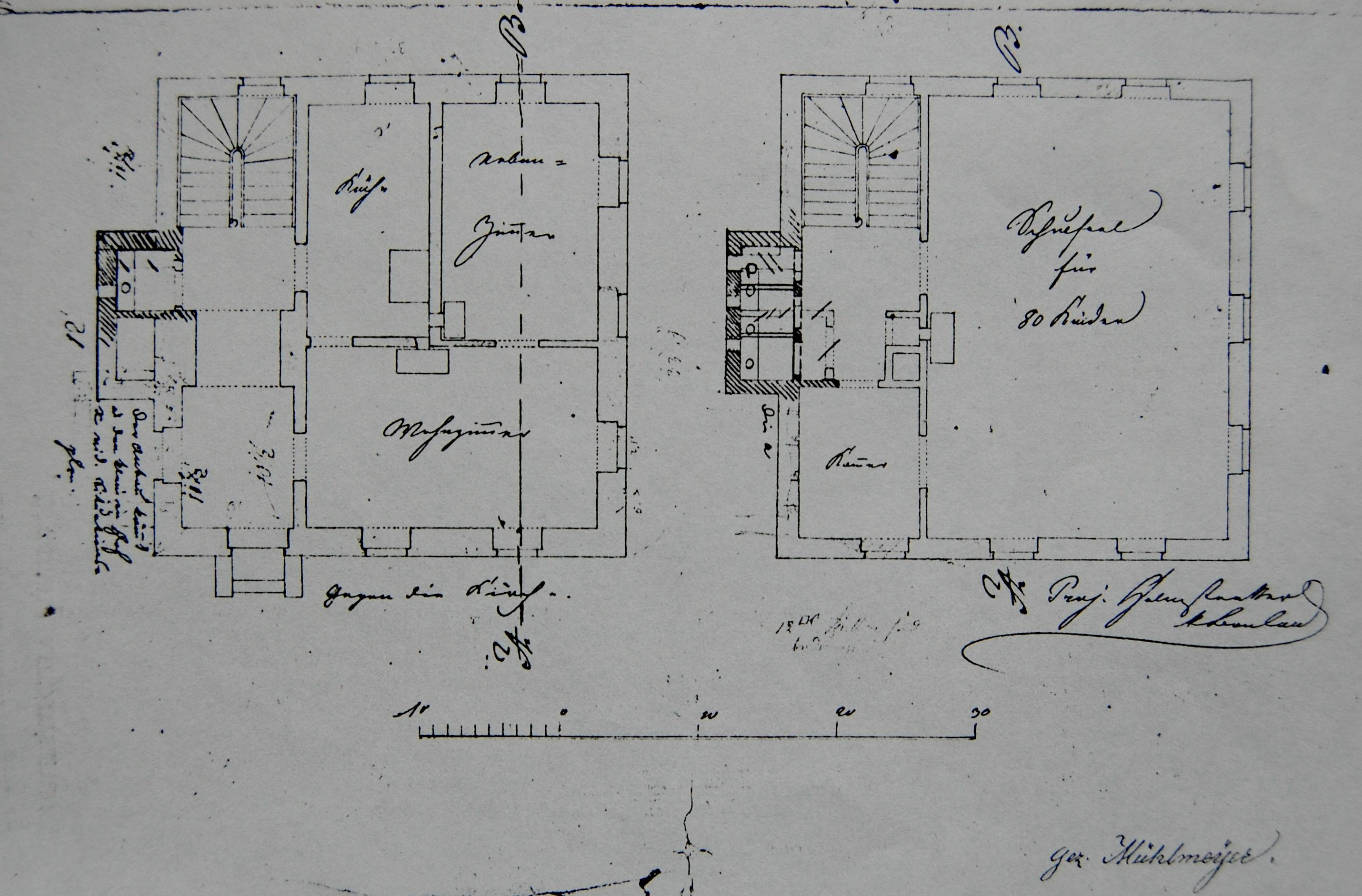
Plan für das Schulhaus

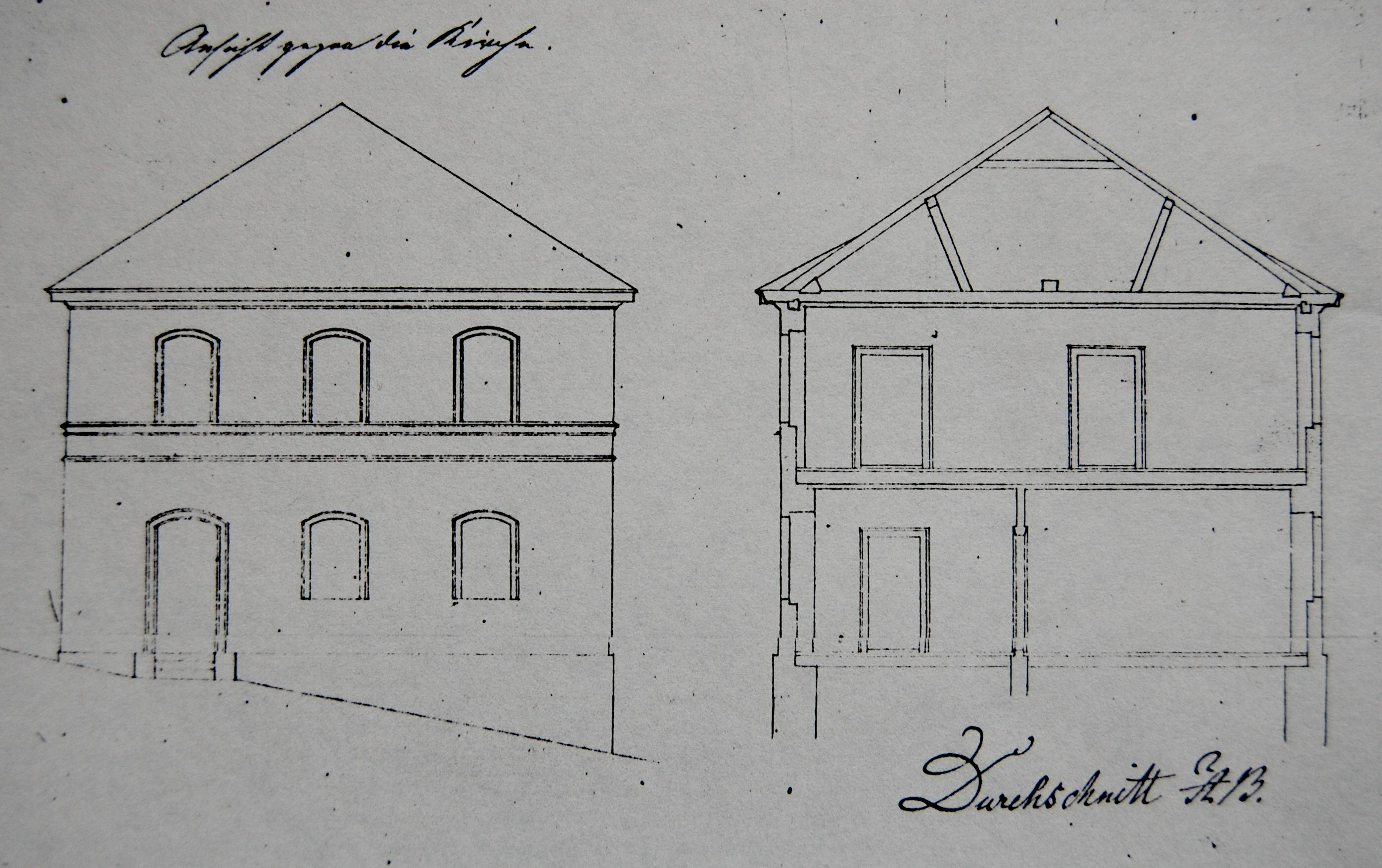
Plan für das Schulhaus

Die Schulgeschichte von Gleiritsch steht in enger Verbindung mit der Kirchengeschichte des Ortes, übte doch die „Königlich Baierische-Lokal-Schul-Inspektion Waidenthal“ die Aufsicht über die Schule in Gleiritsch aus.

## Schulgeschichte von Gleiritsch

### Einführung der allgemeinen Schulpflicht
Wie in den übrigen deutschen Landesteilen reichen die Anfänge der Volksschule weit über das 19. Jahrhundert hinaus zurück. Die Schulen unterstanden meist kirchlicher Obhut. Sie befanden sich damit in privater Hand, der Schulbesuch war nur bestimmten Schichten möglich. Zum anderen sah ein Großteil der ländlichen Bevölkerung die Notwendigkeit der Schulbildung nicht ein. Mit dem Erlass der „Kurfürstlichen Schulordnung“ von 1770 und dem Schulmandat von 1771 unter dem Kurfürsten Maximilian III. Joseph startete die Regierung einen ersten Versuch, die allgemeine Schulpflicht einzuführen. Die Eltern sollten, so stand es in der Verordnung zu lesen, „wer immer sie sind (Standespersonen allein ausgenommen), ihre Kinder ohne Ausnahme in die öffentlichen Schulen“ schicken.

#### Schulgemeinde Gleiritsch
Vorerst blieb es beim guten Willen, denn die mit behördlicher Strafandrohung unterstrichene Anordnung konnte nicht erfüllt werden, wie sich sehr bald in der Schulgemeinde Gleiritsch herausstellte. Es fehlten wesentliche Voraussetzungen zu ihrer Durchführung. In Gleiritsch waren weder die „finanziellen noch die räumlichen Gegebenheiten“ vorhanden, noch zeigten die Eltern großes Interesse an der Neuerung. Durch den Schulbesuch der Kinder fehlte ihnen deren Arbeitskraft.
Ferner mangelte es an der organisierten Lehrerausbildung, die für ein solches Vorhaben eine wesentliche Grundlage darstellte. Im beginnenden 19. Jahrhundert besserte sich mit der Schaffung von Lehrerseminaren, wie zum Beispiel 1804 in Amberg, dieser Notstand. Mit dem unter Minister Maximilian von Montgelas in Angriff genommenen Reformwerk kam es zu einem zweiten Versuch, das Schulwesen neu zu organisieren. 1802 übernahm der Staat die oberste Schulaufsicht, verankerte im gleichen Jahr die allgemeine Schulpflicht und setzte 1803 die Sonntagsschulpflicht gesetzlich fest. Die lokale Schulaufsicht unterstand von nun an den Geistlichen. Der Ortspfarrer von Weidenthal übte als Lokalschulinspektor die Aufsicht über den Lehrer und den Unterricht in Gleiritsch aus, da der Ort zur Pfarrei Weidenthal gehörte. Die neu eingeführte Schulpflicht verlangte den Schulbesuch „vom 6. bis vollstreckten 12. Jahre“ während des ganzen Jahres. Die Bereitstellung von Räumlichkeiten stellte die Schulgemeinde Gleiritsch, wie auch andere Landgemeinden lange Zeit vor große Probleme.

#### In den „Schulstuben“ fing es an (1810)
Über die Anfänge eines geregelten Schullebens in Gleiritsch, den Unterricht und die Unterbringung der Schülerinnen und Schüler berichtet ein Schulvisitationsprotokoll aus dem Jahre 1810. „Die Graf Kreithsche Patrimonial-Schule Gleiritsch wird von den Kindern des Schulorts Gleiritsch, Bernhof, Lampenricht und Steinach besucht und zählt 43 Schüler und 38 Schülerinnen“. Bei den 81 Schülern handelt es sich um Besucher der Werktagsschule. Unterricht fand von Montag bis Samstag statt. Nach der Beendigung der Werktagsschule bestand bis zur Erreichung des 18. Lebensjahrs die Pflicht, die Sonn- und Feiertagsschule zu besuchen. Der Unterricht fand an Feiertagen und an Sonntagen statt.
„Desto bedauernswürdiger muß dem Schulfreund der Anblick des Schulhauses seýn, das mit der namhaften Zahl von 81 Schulpflichtigen und die Schule fleißig und unnachläßig besuchenden Kindern so ganz und gar in keinem Verhältnis steht, daß die Kinder wie Heringe eingeböckelt gleichsam aufeinander liegen, eins das andere drücken und drängen ....“ Einige Zeilen weiter heißt es: „Zudem hat dieß Schul-Zimer, diese Schul-Küche möchte man sagen, so kleine Fenster, das selbst des erforderlichen Lichtes beraubt den Kindern besonders an trüben Winter-Tagen die zu sehen nöthige Helligkeit dergestalt versagt, daß nur vier Kinder, welche rückwärts gegen die Fensterchen gelehnt und auch nur stehend sehen und lesen können“.
Die ersten Jahrzehnte Gleiritscher Schulgeschichte verliefen in Privathäusern, da ein eigenes Schulhaus fehlte. Als Schulstuben werden die „Häuser Liebl (20), Zimmermann (16) und Schloßbauer (7)“ angegeben.
Das Visitationsprotokoll von 1810 berichtet auch von den Unterrichtsinhalten. Neben den Fächern Beten, Religion verteilte der Lehrer Noten im Schreiben, Rechnen, Fleiß und Betragen. Auch einige praktische Fächer wurden unterrichtet. „... so unterläßt doch der Lehrer nicht seine Zöglinge in den nöthigsten praktischen Kenntnissen der Landwirtschaft, Obst-, Baum- und Bienenzucht zu unterrichten“.
1823 beklagt sich Lehrer Georg Schmidschneider in einem Schreiben an die „Königlich Baierische Regierung des Regenkreises“ über die Verhältnisse im Schulort Gleiritsch. „... a) Ein Lehrer soll seine Berufs Geschäfte treu erfüllen, ich kann es nicht, weil ich kein Schulzimmer habe; denn das, welches ich habe ist nur ein Kerker, ein Schulkerker, und nur bloß für einige Bewohner geeignet“.

### Schulhausbauten in der Gemeinde Gleiritsch

#### Erster Schulhausbau in Gleiritsch (1840)
Nach mehreren Entwürfen kam es 1840 zum Neubau des Schul- und Mesnerhauses südlich der Kirche. Der Lehrer war zu dieser zeit gleichzeitig Mesner. Das Schulzimmer für 80 Kinder befand sich im ersten Stock des Gebäudes. Im Erdgeschoss befand sich die Wohnung für den Lehrer, der Keller konnte als Viehstall genutzt werden. Auf dem Lande, vor allem in den kleineren Ortschaften, war es üblich, dass die Lehrkräfte eine Landwirtschaft betrieben, um sich zu versorgen und die schlechte finanzielle Lage aufzubessern. Xaver Kiener, Maurermeister aus Nabburg übernahm im Jahre 1840 „in Accord“ den Schulhausneubau. Die Schulgemeinde Gleiritsch verpflichtete sich, „sämtliche Spann- und Handscharwerke zu leisten“. In wenigen Monaten stand das Bauwerk. 1842 klagte Maurermeister Kiener gegen die Schulgemeinde Gleiritsch beim Königlichen Landgericht Oberviechtach, da noch nicht alle Forderungen beglichen waren.
Nach dem weiteren Bau eines größeren Schulgebäudes wohnten bis 1966 Generationen von Lehrkräften in dem Haus. Der Abriss des ersten Schulgebäudes von Gleiritsch erfolgte im Jahre 1974.

#### Zweiter Schulhausbau in Gleiritsch (1887/88)

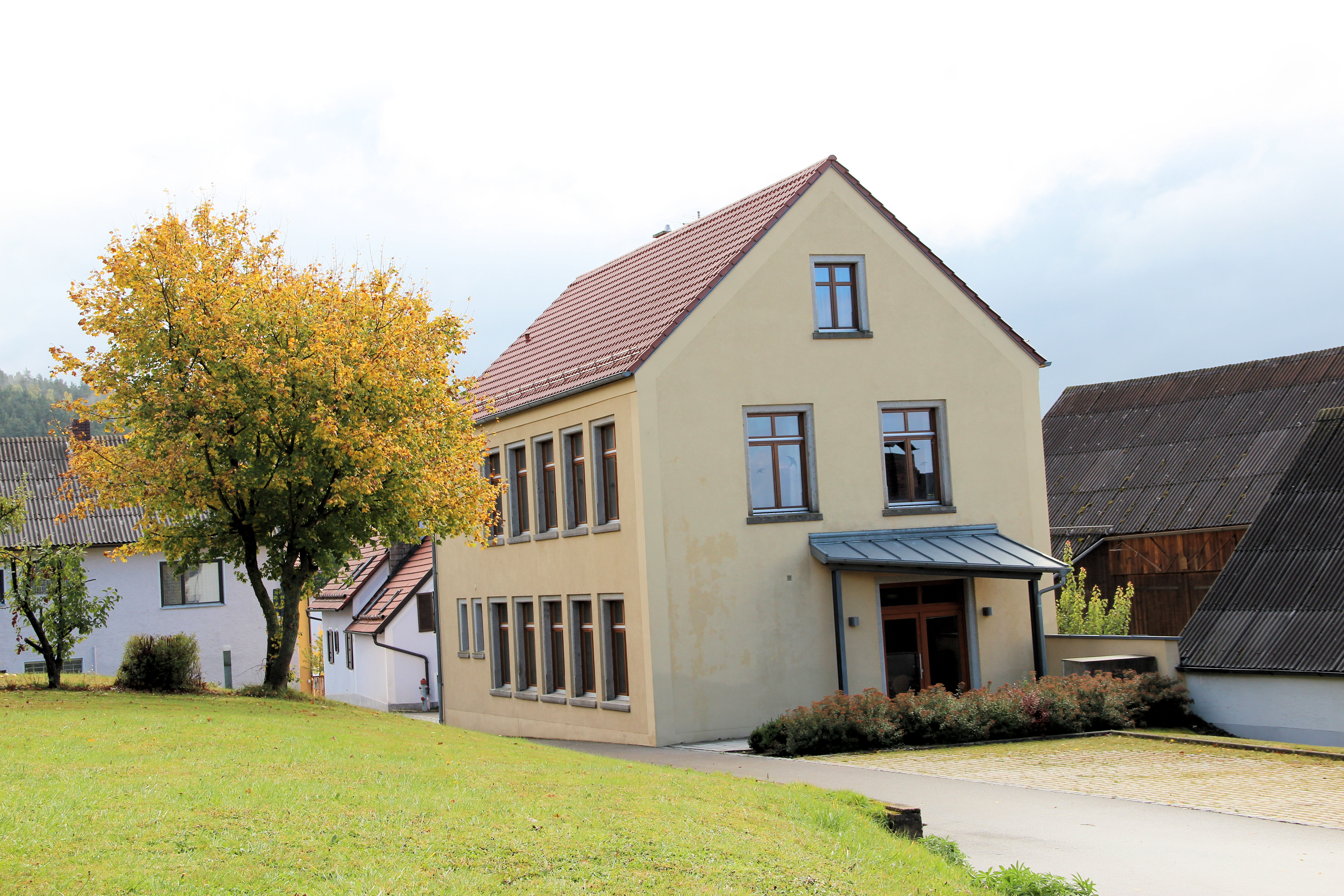
Schulhaus aus dem Jahre 1888

Da die Kinderzahl in der Schulgemeinde Gleiritsch ständig anstieg, war das erste Schulhaus bald zu klein. Zu einem weiteren Neubau kam es in den Jahren 1887/1888. Am heutigen Pfarrweg wurde das Gebäude errichtet. Die Gemeindeverwaltung Gleiritsch erhielt die Vollmacht, „mit dem Schneider Wolfgang Zeus daselbst in Verhandlung zu treten über Abtretung des zum Schulhausbaus ... nothwendigen Grundes“. Mit dem Bau der Schule wurde der Maurermeister Eckl aus Teunz beauftragt. Im Jahre 1888 konnte der erste Unterricht im Schulhaus stattfinden. Zwei Unterrichtsräume standen zur Verfügung, einer im Untergeschoss, ein zweiter im Obergeschoss des Gebäudes. Nach der Verlängerung der Schulpflicht bis zur 8. Klasse wurden die Klassen 1 bis 4 im Untergeschoss, die Klassen 5 bis 8 im Obergeschoss jeweils in einem Raum gemeinsam unterrichtet.

#### Dritter Schulhausbau in Gleiritsch (1965 bis 1967)

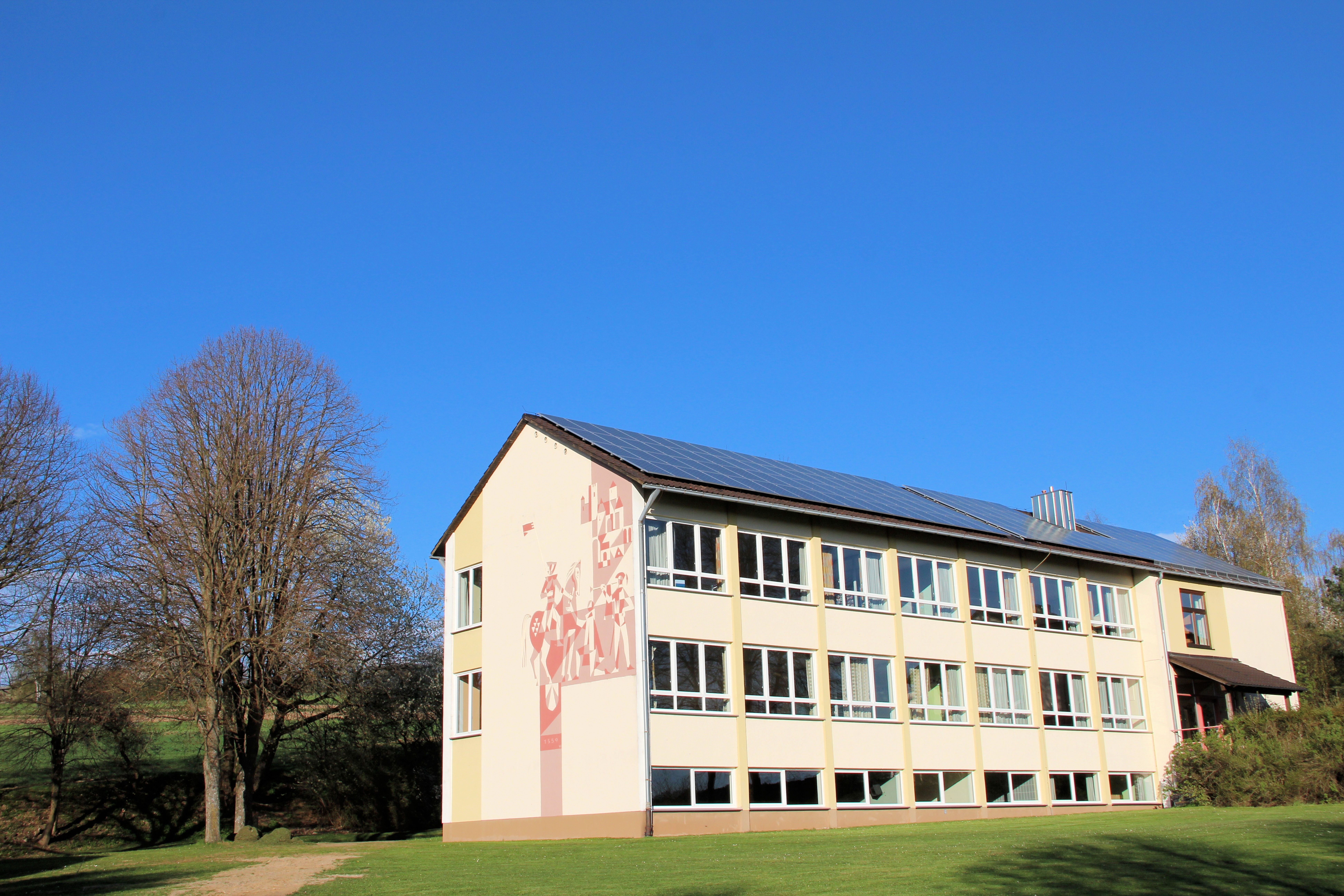
Schulhaus, erbaut 1965–1967

Bedingt durch das starke Anwachsen der Kinderzahlen platzte die Schule aus allen Nähten. Teilweise erfolgte der Schulunterricht im Schichtbetrieb. Ein Teil der Schüler kam im wöchentlichen Wechsel am Vormittag, der andere Teile am Nachmittag. Da auswärtige Schüler im Winter oft einen langen und verschneiten Weg vor sich hatten, mussten sie den Unterricht früher verlassen. In den Jahren 1965 bis 1967 entstand in der Sandgasse ein neues Schulhaus mit vier Klassenräumen und einem Wohngebäude für Lehrkräfte. Kurzzeitig kam es zu einem Baustopp, da nach dem Willen der Regierung der Oberpfalz kleinere Schulen, wie Gleiritsch eine war, aufgelöst werden sollten. Der Plan wurde wieder fallen gelassen, der Bau konnte vollendet werden. Am 27. Februar 1967 erfolgte der Einzug in das neue Gebäude. Im alten Schulhaus aus dem Jahre 1888 siedelte sich eine Mützenfabrik an. In der Zwischenzeit wurde der Bau von der katholischen Kirche übernommen und dient nach einem Umbau als Pfarrheim.

### Schulgeschichte von 1945 bis 1968

#### Einmarsch amerikanischer Truppen
Einen Einschnitt in das Schulleben brachte das Ende des Zweiten Weltkriegs mit sich. Im Schul-Notizbuch der Volksschule Gleiritsch findet sich folgender Eintrag: „Am 20 April 1945 wurde der Schuldienst durch den Einmarsch und die Besetzung durch die Amerikaner für sechs Monate stillgelegt. Das Schulhaus wurde von der Besatzungsmacht beschlagnahmt und als Feldküche für das Militärpersonal verwendet. Nach Abzug der Truppen fehlte der Filmapparat und andere Lehrmittel. Leider wurde diese Gelegenheit auch von der Bevölkerung dazu benutzt, alles noch Brauchbare sich anzueignen. Bei Wiederaufnahme des Schuldienstes fehlten – mit Ausnahme der Tafeln – sämtliche Lehr- und Lernmittel. Selbst die Schulbänke waren zum Teil als Brennholz zerschlagen worden“.

#### Sportplatzbau durch amerikanische Truppen (1954)
Für den Sportunterricht standen keine Räumlichkeiten zur Verfügung. Turnunterricht fand hinter der Schule auf der Straße statt, ein Sportplatz stand in der Schulgemeinde Gleiritsch nicht zur Verfügung. Nachdem sich die Schüler der Oberklassen über Jahre vergeblich bemüht hatten, den Bau eines Sportplatzes zu erreichen, griffen die Schüler zur Selbsthilfe. Unter Lehrer Hillen begannen sie unter Eigenregie mit den Erdarbeiten (heutiger Trainingsplatz der DJK Gleiritsch). Bald erkannten sie, dass sie nicht zum Ziel kommen würden. Die Schüler schrieben an den Kommandanten der in Grafenwöhr stationierten amerikanischen Truppen einen Brief mit der Bitte um Hilfe bei der Bewältigung des Problems. Am 16. Oktober 1954 rückten die Amerikaner erstmals an, um mit den Erdbewegungen zu beginnen. Dank der amerikanischen Hilfe kamen die Schulkinder von Gleiritsch zu einem Sportplatz. Er besteht noch heute und dient dem Sportverein DJK Gleiritsch in leicht veränderter Bauweise als Trainingsplatz.

### Eingliederung in den Schulverband Tännesberg
Am 11. September 1968 kam es zur Gründung eines Schulverbandes mit Tännesberg. Am 1. August 1969 wurde die Volksschule Gleiritsch aufgelöst und an die öffentliche Volksschule Tännesberg angeschlossen. Nachdem sich Tännesberg mit Moosbach zusammenschloss, wurde von Seiten der Gemeinde Gleiritsch der Vertrag mit dem Schulverband Tännesberg im Jahre 1977 gekündigt, da der Schulweg nach Moosbach für Schüler aus der Gemeinde Gleiritsch zu weit war.

### Eingliederung in den Schulverband Teunz
Im Jahre 1977 erfolgte die Eingliederung der Schule von Gleiritsch in den Schulverband Teunz. Dies hatte bis zum Jahre 2008 Bestand. Aufgrund rückläufiger Schülerzahlen wird das Gebäude in Gleiritsch nicht mehr für Unterrichtszwecke genutzt. Die Grundschüler besuchen die Schule in Teunz.

### Mittelschule Oberviechtach
Seit dem Jahre 2008 wird das Schulgebäude in Gleiritsch nicht mehr für unterrichtliche Zwecke genutzt. Die Schüler der Klassen 1 bis 4 besuchen die Volksschule in Teunz, die Hauptschüler der Klassen 5 bis 9 die Doktor-Eisenbarth-Mittelschule in Oberviechtach, an die auch ein M-Zug angeschlossen ist, der zur mittleren Reife führt.

## Bildergalerie

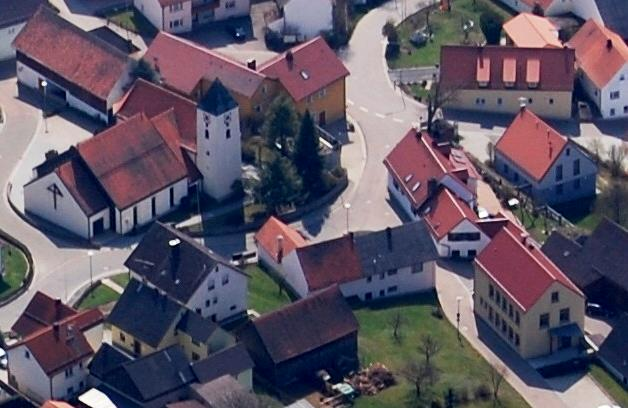
Schulhaus aus dem Jahre 1888 (rechts im Bild)
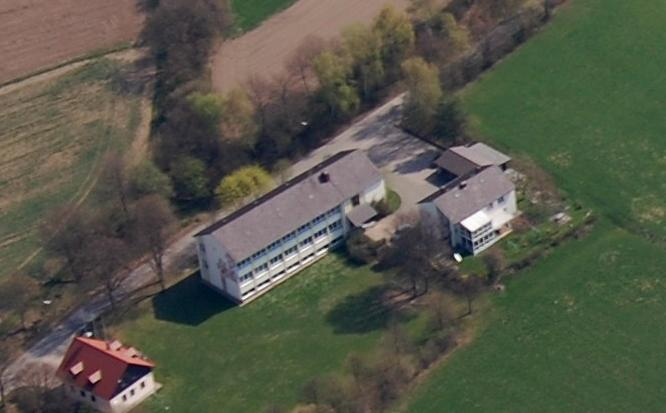
Schulhaus, erbaut 1965–1967
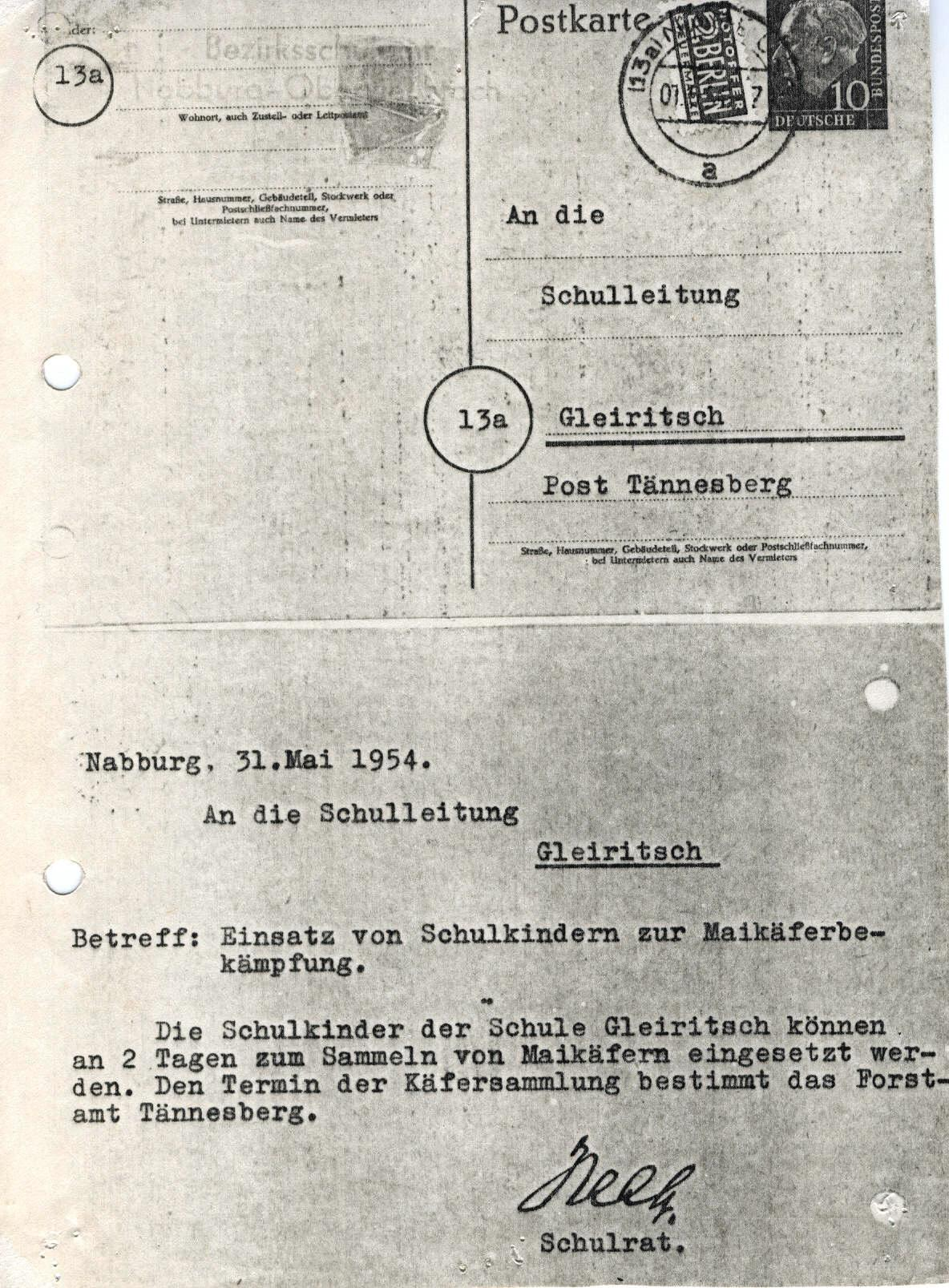
Postkarte (1954)
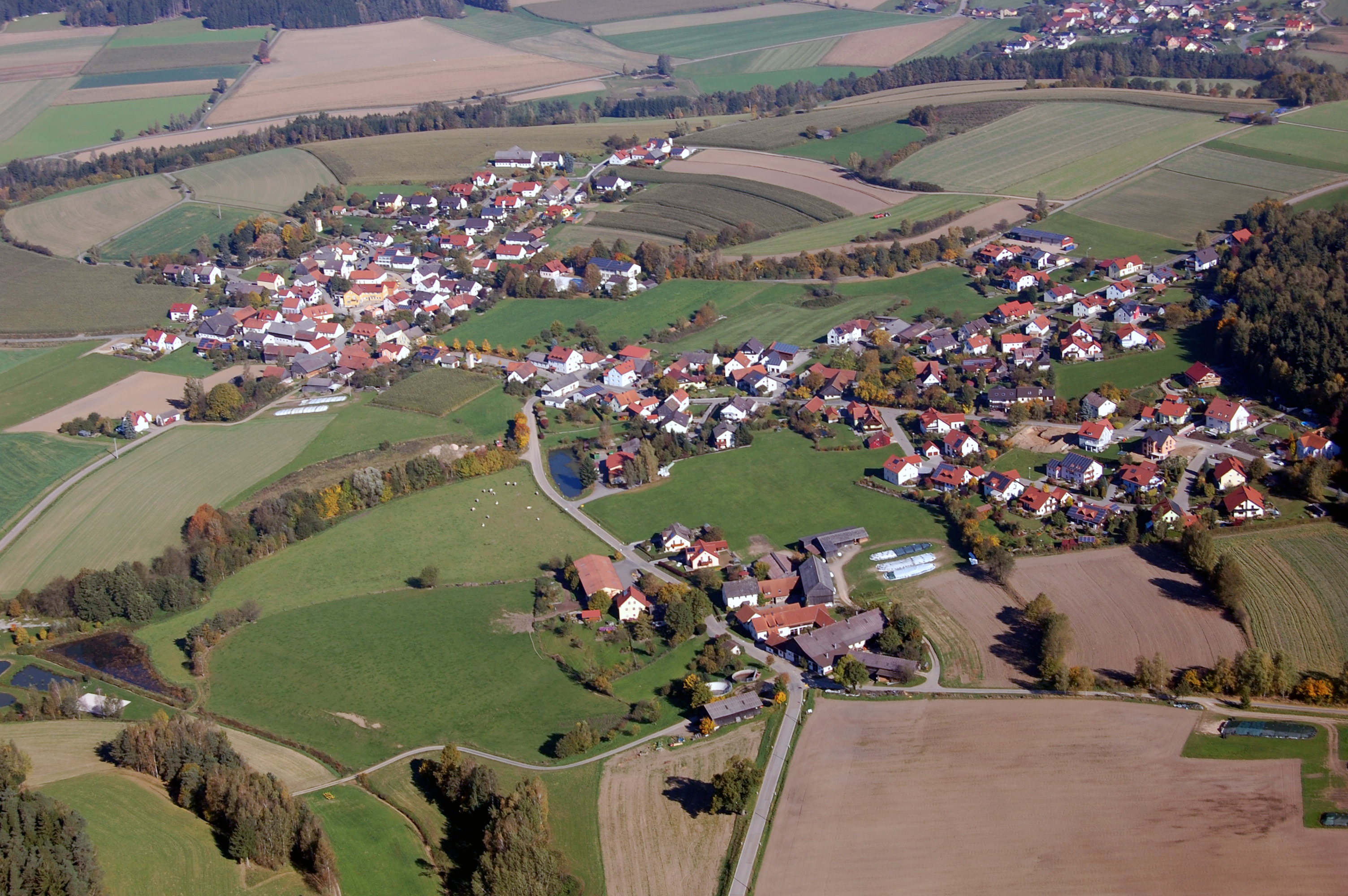
Gleiritsch (2010)